# Лока (Тржич)
Лока (словен. Loka) је насељено место у општини Тржич, Горењска регија, Словенија.

## Историја
До територијалне реорганизације у Словенији била је у саставу старе општине Тржич.

## Становништво
У попису становништва из 2011. године, Лока је имала 354 становника.
| Број становника према пописима | Број становника према пописима | Број становника према пописима |
| ------------------------------ | ------------------------------ | ------------------------------ |
| 1991                           | 2002                           | 2011                           |
| 347                            | 369                            | 354                            |